# Biltmore Botanical Studies
Biltmore Botanical Studies (abreviado Biltmore Bot. Stud.) fue una revista con ilustraciones y descripciones botánicas que publicada en Estados Unidos durante los años 1901-1902 con el nombre de Biltmore Botanical Studies; a Journal of Botany Embracing Papers by the Director and Associates of the Biltmore Herbarium.